# Mercedes Terrell
Mercedes Terrell nació en el condado de Orange estado de California Estados Unidos  el  2 de junio de 1984, es modelo profesional destacada en el área automovilística.

## Reseña biográfica
Mercedes Terrell es una modelo estadounidense de ascendencia siciliana – mexicana nacida en el estado de California en el condado de Orange el 2 de junio de 1984, se inicia en el modelaje posando para la firma Function Garage Apparel posteriormente a este inicio ha trabajado en revistas y magazines, y portada de discos, pasarela, de ropa interior femenina; su figura y su tono bronceado hacen que esta modelo sea parte importante en la muestra de vehículos de las grande marcas deportivas tanto en Estados Unidos como en países latinoamericanos, especialmente Guatemala y parte de México.

### Datos generales
- Nombre Mercedes Terrell[5]
- Fecha de nacimiento: 3 de junio de 1984 (40 años)
- Lugar de Nacimiento: Orange County California EUA
- Profesión: Modelo
- Peso: 50 kg
- Cabello: Marrón
- Ojos: Marrón Oscuro
- Estatura: 169 cm
- Medidas 90-60-95 cm
- Signo: Géminis
- Ascendencia étnica: siciliana – mexicana